# شهرک غدیر
شهرک غدیر، روستایی در دهستان قلعه بیابان بخش جنت شهرستان داراب در استان فارس ایران است.

## جمعیت
بر پایه سرشماری عمومی نفوس و مسکن در سال ۱۳۹۵، جمعیت این روستا برابر با ۱٬۲۷۱ نفر (۴۰۵ خانوار) بوده است.